# انتون کوتالار
انتون کوتالار (اوکراینی: Антон Станіславович Котляр؛ زادهٔ ۷ مارس ۱۹۹۳) بازیکن فوتبال اهل اوکراین است.
از باشگاه‌هایی که در آن بازی کرده‌است می‌توان به باشگاه فوتبال دینامو کی‌یف و باشگاه فوتبال استال کامیانسکه اشاره کرد.
وی همچنین در تیم ملی فوتبال Ukraine (students) بازی کرده‌است.